# Râul Bârna
Râul Bârna este un curs de apă, afluent al râului Mureș. 